# خزر (ترکمنستان)
خَزَر (به ترکمنی: Hazar، حازار) یا چهارکان شهری است در کنار دریای خزر در کشور ترکمنستان. این شهر در شبه‌جزیره چهارکان قرار دارد و جزئی از استان بلخان به‌شمار می‌آید.
نام پیشین این شهر چهارکان بود که نامی است فارسی. این نام از سوی ترکمن‌ها به صورت چهارکن و چله‌کن ((به ترکمنی: Çeleken، چِله‌کن) تلفظ می‌شود.

## جغرافیا
کوه‌های کپه‌داغ در شرق و قفقاز در غرب دریای خزر در امتداد یک‌دیگر قرار دارند و ادامه این دو رشته‌کوه در زیر دریای خزر برجستگی‌هایی را در زیر آب سبب شده‌است. دو انتهای این برجستگی‌ها در شرق شبه‌جزیره چهارکان و در غرب شبه‌جزیره آبشوران را پدیدآورده است.
چهارکان در اوایل سده بیستم به صورت جزیره بوده ولی بعدها به جهت کاهش سطح آب خزر به شبه جزیره بدل شده‌است.
این شهر، در ۹ نوامبر ۲۰۲۲، استقلال خویش به عنوان شهر هم‌درجه شهرستان را از دست داد، و تحت مدیریت شهر بلخان‌آباد قرار گرفت.

## پیشینه
دزدی دریایی قبایل ترکمن در شرق دریای خزر که از سده چهارم قمری/دهم میلادی با تاراج کشتی‌ها در شبه‌جزیره سیاه‌کوه (منقشلاق) آغاز شده بود در سده دوازده قمری/ هیجده میلادی به اوج خود رسید. منطقه اصلی این دزدان دریایی در نزدیکی سواحل صخره‌ای دماغه چهارکان و جزایر نزدیک به‌آن یعنی جزایر درگان و اُگورت‌جای، بود. هدف این دزدان، بیشتر کرانه‌های گرگان، مازندران و گیلان بود. نادرشاه، شاه ایران برای جلوگیری از این حملات دژی مشرف بر خلیج بلخان برپا کرد اما موفق نشد جلوی حملات این دزدان دریایی را به‌طور کامل بگیرد.
در این منطقه بعدها نفت پیدا شد.
در سفرنامه گریگوری ملگنوف روسی آمده‌است که: «ترکمن‌ها ترجیح می‌دادند نفتی را که به‌دست می‌آوردند به‌ویژه از منطقه چله‌کن، به ایرانیان بفروشند تا این‌که به‌دست روس‌ها بیفتد.»
کرانه‌های چهارکان زمانی از جاذبه‌های گردشگری منطقه بود، اما پس از استخراج نفت در منطقه، امروزه این سواحل از آلودگی و بی‌توجهی رنج می‌برد. با وجود این‌که در این سواحل لوله‌ها، تجهیزات صنعتی، و لکه‌های نفتی پراکنده‌اند هنوز مردم برای شنا به این ساحل می‌آیند.